# Geneviève Blais
Pour les articles homonymes, voir Blais.
Geneviève Blais est une poète québécoise née le 2 décembre 1977 à Sainte-Catherine-de-la-Jacques-Cartier .

## Biographie
Geneviève Blais complète une maîtrise en création littéraire à l'Université du Québec à Montréal dont elle termine la rédaction en Irlande. Elle publie son premier recueil, L'incident se répète, en 2007 aux éditions Poètes de brousse. À la suite d'un séjour de deux ans en Chine, elle publie Le manège a lieu, son second recueil qui est finaliste au prix Émile-Nelligan en 2009. La nuit la meute, son troisième recueil, inscrit Blais parmi les voix du féminisme au Québec.  
Son tout dernier recueil, Fusibles, est librement inspiré de l'affaire Papin.
En 2016, Geneviève Blais est écrivaine en résidence au Collège Montmorency où elle enseigne la littérature et le français depuis 2010. Au cours des dernières années, elle offre plusieurs ateliers d'écriture notamment au Québec, en France et en Suisse.
L'oeuvre de Blais travaille le rapport qui lie l'histoire intime à l'histoire du monde. Ses recueils abordent les thématiques du corps féminin, de la violence, du regard et de la notion de filiation.

## Œuvres

### Poésie
- L'incident se répète, Montréal, Poètes de brousse, 2007, 90 p.
- Le manège a lieu, Montréal, Poètes de brousse, 2009, 90 p.
- La nuit la meute, Montréal, Poètes de brousse, 2011, 62 p.
- La rivière jusqu'aux genoux, Montréal, Poètes de brousse, 2015, 63 p.
- Fusibles, Montréal, Poètes de brousse, 2019, 68 p.
- une histoire dans une histoire dans une, 2024, 100 p.

### Autres publications
- Estuaire, no. 145, Montréal, été 2011.
- Estuaire, no. 155, Montréal, hiver 2013-2014.
- Estuaire, no. 158, Montréal, automne 2014.
- « Le pouvoir disproportionné des monstres », Les Écrits, no. 142, Montréal, novembre 2014.
- Estuaire, no. 170, Montréal, automne 2017.
- Estuaire, no. 178, Montréal, hiver 2019.

## Distinctions
- 2009 - Finaliste du prix Émile-Nelligan, Le manège a lieu